# دون باورز
دون باورز (بالإنجليزية: Don Powers)‏ هو مدير فني أمريكي، ولد في 1989 في لينكنتون في الولايات المتحدة، وتوفي في 4 ديسمبر 2017 في مونت بليستانت في الولايات المتحدة.